# Vincenzo Petrali
Vincenzo Antonio Petrali (né le 22 janvier 1830 à Crema et mort le 24 novembre 1889 à Bergame) est un organiste et compositeur italien du XIXe siècle.

## Biographie
Vincenzo Petrali fut organiste à la cathédrale de Crémone, à la basilique Santa Maria Maggiore de Bergame, maître de chapelle de la cathédrale de Brescia et de la cathédrale de Crema et enfin professeur au Lycée musical de Pesaro (ville de naissance du compositeur Gioachino Rossini).
Il vécut sa parabole artistique dans un univers organistique basé sur la créativité théâtrale-symphonique de tradition italienne subissant déjà les influences franco-allemandes qui contribuèrent au renouveau des orgues et de la musique d'orgue en Italie comme ailleurs durant la seconde moitié du XIXe siècle. Petrali fut l'un des témoins les plus tenaces et les plus convaincus de ce renouveau. Sa personnalité fut certainement déterminante dans le cadre du Mouvement cécilien naissant. Ses qualités d'improvisateur lui valurent le titre de « prince des organistes » (dans le sens de princeps, « premier »). Bien que de son temps et donc influencé par l'opéra italien, son style de composition n'est pas indifférent à la musique instrumentale d'au-delà des Alpes : ses partitions furent très importantes pour la modernisation de la musique d'orgue en Italie.